# 李東華 (軍医)
李 東華（リ・ドンファ、리동화、1901年12月27日 - 1980年2月）は、ソビエト連邦及び朝鮮民主主義人民共和国の医師、軍人。高麗人。ソ連派に所属。ロシア名はヴァシリー・フョードロヴィチ・リ（ロシア語: Василий Фёдорович Ли）。北朝鮮では朝鮮労働党中央委員会初代組織部長、保健省副相となり、金日成の主治医であった。

## 経歴
1901年12月27日、現在のユダヤ自治州エカテリノ・ニコリスコエに生まれる。
1923年から1924年まで赤軍第3連隊に勤務。
1927年、ソビエト連邦共産党に入党。
1936年、イルクーツク医療学院卒業。
1939年5月、ノモンハン事件に関連して赤軍に召集され、同年9月までチタ支部軍事病院に3等軍医として勤務。
1940年、イルクーツク医療学院外科病院助手。
1941年12月、再び赤軍に召集。極東戦線政治部の特別宣伝講師として勤務。
1942年9月、スボボディンスク駐屯軍事病院外科研修医。
1944年5月から第88独立旅団軍医。階級は少佐であり、旅団内の朝鮮人で最も階級が高かった。アヘンで自殺を図ろうとした朴成哲を救出。
1945年9月、第88旅団隊員と共にソ連軍船のプガチョフ号に乗船して9月19日に元山港に入港。李東華という名前はプガチョフ号の船上で金日成が付けたという。元山でプガチョフ号の乗員を迎えた1人は、少佐肩章を付けた中老の李東華を伝説の金日成将軍と勘違いした。
1945年10月、朝鮮労働党中央委員会組織部長。
1945年11月14日、朝鮮文化協会副委員長。
1947年9月から1948年3月まで北朝鮮人民委員会保健局副局長と金日成大学公衆衛生科招聘教員を務めた。
1948年2月1日、朝鮮赤十字協会委員長。
1948年5月、朝鮮人民軍総司令部軍医科長。李東華以外の軍医将校は満州や日本の医学教育機関で教育を受けていたが、李東華はソ連で教育を受けてソ連軍の軍医を務めた者としてソ連軍の軍医体系を定着させるのに主導的な役割を果たした。
1948年9月、民族保衛省軍医局長。
1950年、朝鮮人民軍軍医部長。
1954年にソ連軍を中佐で退役。
1961年2月、朝鮮人民軍の動員を解除され、保健省副相に任命。
他のソ連派の将軍と共に解職させられ、ソ連に帰国した。1980年2月、アルマ・アタで亡くなった。

## 勲章
- 国旗勲章第1級 1958年2月5日[11]
- 国旗勲章第2級
- 自由独立勲章第2級